# Nikolay Nogovitsyn
Nikolay Nogovitsyn [image souhaitée] (né le 7 janvier 1948 à Prokopievsk) est un ancien spécialiste soviétique du combiné nordique.

## Résultats

### Jeux olympiques d'hiver
| Épreuve / Édition | Innsbruck 1976 |
| Individuel        | 6e             |

### Championnats du monde de ski nordique
| Épreuve / Édition | Vysoke Tatry 1970 |
| Combiné nordique  | Argent            |